# Torneo Clausura de Reservas 2019 (Venezuela)
El Torneo Clausura 2019 fue el último de los dos campeonatos del Torneo de Reservas de Venezuela que corresponde a la temporada 2019 del fútbol venezolano.

## Sistema de competición
El torneo se juega con el formato todos contra todos en una rueda de fechas, en los que participan catorce equipos distribuidos por cercanía geográfica en dos grupos con cal .  Los mejores ocho de la primera ronda clasifican a una liguilla.
Todo lo concerniente a empate de puntos al finalizar el torneo entre dos clubes, se dilucidará en favor del club que ganó el encuentro jugado entre ambos; y de haber un empate en el enfrentamiento, en favor del club que tenga mejor diferencia de goles a favor. Si persiste, se tomará en cuenta quien haya marcado más goles a favor; Si el empate es entre tres o más clubes, se define en favor del club que tenga más puntos obtenidos solo entre los cruces de los clubes involucrados.

## Información
| Equipo                                         | Municipio      | Entrenador       | Estadio                              | Capacidad | Marca                | Patrocinador (1.º)               | Patrocinador (2.º)                                                                                            |
| ---------------------------------------------- | -------------- | ---------------- | ------------------------------------ | --------- | -------------------- | -------------------------------- | --- |
| Academia Puerto Cabello                        | Puerto Cabello | Daniel Uson      | Complejo Deportivo Vistamar          | 2.000     | Uhlsport             | Alcaldía de Puerto Cabello       | |
| A.C. Deportivo Lara                            | Cabudare       | Hernaex Landaeta | Metropolitano de Cabudare            | 45.312    | Uhlsport             | SoloDeportes                     | / Alimex |
| A.C. Lala FC                                   | Ciudad Guayana | Wilfredo Moreno  | Polideportivo El Gallo               | 4.000     | Bandera de Venezuela |                                  | / |
| Atlético Venezuela C.F.                        | Caracas        | Víctor Rodríguez | CD Fray Luis de León I               | 5.000     | Givova               | GUUAO                            | / Gatorade |
| Caracas F.C.                                   | Caracas        | Henry Meléndez   | Cocodrilos Sport Park                | 4.000     | RS21                 | Maltín Polar                     | / |
| Deportivo La Guaira F.C.                       | La Guaira      | Daniel Farías    | CD Fray Luis de León I               | 24.900    | Adidas               | Traki                            | ONA |
| Deportivo Táchira F.C.                         | San Cristóbal  | Jesús Ortiz      | Cancha Alterna Pueblo Nuevo          | 3.000     | RS21                 | JHS Grupo                        | Maltín Polar / DirecTV / Kino Táchira                                                                         |
| Estudiantes de Caracas                         | Caracas        | Ernesto Pino     | CD Fray Luis de León I               | 5.000     | Beethoven Sport      | Maltíin Polar - Pirámide Seguros | / Beethoven Clothing Fashion / Maltín Polar / Grupo MULTIMARCA / Eagle Burgmann                               |
| Estudiantes de Mérida F.C.                     | Mérida         | Mateo Ramírez    | Guillermo Soto Rosa                  | 42.200    | Ulter Sport          | Arant - Supplies                 | |
| Llaneros de Guanare                            | Guanare        | Jairo Velandria  | Rafael Pinto                         | 10.000    | Celsa                | Helados Gerelatti                | Calsa / Suave Granja / Docasa                                                                                 |
| Metropolitanos F.C.                            | Caracas        | Alberto Fros     | Universidad Santa María              | 3.000     | Joma                 |                                  | ONA/Banco Fondo Común                                                                                         |
| Monagas S.C.                                   | Maturín        | Luis López       | Cancha Alterna Monumental de Maturín | 2.000     | RS21                 | Gobernación de Monagas           | / Samsung |
| Portuguesa F.C.                                | Araure         | Raúl Vargas      | José Antonio Paez                    | 14.000    | Mundo Creativo       | AsoPortuguesa                    | ALIVENSA / Alimentos Mary / Arroz Santoni / Doña Emilia / Agrícola A y B / Gobierno Bolivariano de Portuguesa |
| Zamora F.C.                                    | Barinas        | Luis Terán       | CD Fuerte Tabacare                   | 2.000     | Uhlsport             |                                  | / Domosa |
| Datos actualizados el 10 de septiembre de 2019 |                |                  |                                      |           |                      |                                  | |

### Equipos por región
| Región          | N.º | Equipos                                                                                            |
| --------------- | --- | -------------------------------------------------------------------------------------------------- |
| Capital         | 5   | Atlético Venezuela, Caracas F.C., Deportivo La Guaira, Metropolitanos F.C., Estudiantes de Caracas |
| Guayana         | 1   | A.C. Lala F.C.                                                                                     |
| Nor-Oriental    | 1   | Monagas S.C.                                                                                       |
| Los Andes       | 3   | Estudiantes de Mérida, Deportivo Táchira, Zamora F.C.                                              |
| Centroccidental | 3   | AC Deportivo Lara, Llaneros de Guanare, Portuguesa F.C.                                            |
| Central         | 1   | Academia Puerto Cabello                                                                            |

## Clasificación

### Grupo Centro Oriental
|   | Equipo                 | JJ | JG | JE | JP | GF | GC | DG  | PTS |
| - | ---------------------- | -- | -- | -- | -- | -- | -- | --- | --- |
| 1 | Deportivo La Guaira    | 12 | 7  | 3  | 2  | 26 | 10 | +16 | 24  |
| 2 | Estudiantes de Caracas | 04 | 3  | 0  | 1  | 08 | 06 | +02 | 09  |
| 3 | Atlético Venezuela     | 00 | 0  | 0  | 0  | 00 | 00 | 0   | 00  |
| 4 | Caracas F.C.           | 01 | 0  | 1  | 0  | 01 | 01 | 0   | 01  |
| 5 | Monagas S.C.           | 00 | 0  | 0  | 0  | 00 | 00 | 0   | 00  |
| 6 | Metropolitanos F.C.    | 01 | 0  | 1  | 0  | 01 | 01 | 0   | 01  |
| 7 | A.C. Lala F.C.         | 09 | 1  | 1  | 7  | 09 | 22 | -13 | 04  |

Fuente: FVF y Soccerway
     Clasifican a la liguilla.
|  |

#### Resultados
- Los horarios corresponden a la hora local de Venezuela (UTC−04:00)

Calendario sujeto a cambios
Primera Vuelta
| Deportivo La Guaira | 1 : 2 | Metropolitanos FC      | Complejo Deportivo "La Guacamaya"    | 2 de agosto | 16:00 |       |
| Monagas SC          | 1 : 1 | Estudiantes de Caracas | Cancha alterna Monumental de Maturín | 2 de agosto | 16:00 | 15:30 |
| LALA FC             | 2 : 1 | Caracas FC             | Poliderportivo El Gallo              | 2 de agosto |       |       |

| Monagas SC   | 1 : 0 | Atlético Venezuela     | Cancha alterna Monumental de Maturín | 13 de agosto | 15:30 |
| Lala FC      | 1 : 1 | Metropolitanos FC      | Polideportivo el Gallo               | 28 de abril  | 16:00 |
| \|Caracas FC | 2 : 1 | Estudiantes de Caracas | Cocodrilos Sports Park               | 10 de agosto | 13:00 |

| Caracas FC        | 2 : 3 | Atlético Venezuela     | Cocodrilos Sport Park             | 4 de mayo    | 16:00 |
| Metropolitanos FC | 2 : 0 | Estudiantes de Caracas | Universidad Santa María           | 5 de mayo    | 16:00 |
| Monagas SC        | 1 : 3 | Deportivo La Guaira    | Complejo Deportivo "La Guacamaya" | 19 de agosto | 13:00 |

| Deportivo La Guaira | 1 : 0 | Caracas FC        | Complejo Deportivo "La Guacamaya" | 21 de agosto | 15:30 |
| Monagas SC          | 1 : 0 | Lala FC           | Cancha Alterna Monumental Maturin | 21 de agosto | 15:30 |
| Atlético Venezuela  | 3 : 2 | Metropolitanos FC | Complejo Deportivo "La Guacamaya" | 9 de mayo    | 15:30 |

| Lala FC                | 1 : 4 | Deportivo La Guaira | Polideportivo El Gallo               | 25 de agosto | 15:30 |
| Monagas SC             | 1 : 1 | Caracas FC          | Cancha alterna Monumental de Maturín | 25 de agosto | 15:30 |
| Estudiantes de Caracas | 2 : 1 | Atlético Venezuela  | Complejo Deportivo "La Guacamaya"    | 12 de mayo   | 16:00 |

| Atlético Venezuela     | 3 : 1 Lala FC | Complejo Deportivo "La Guacamaya" | 1 de septiembre | 15:30                             |                 |       |
| Metropolitanos FC      | 1 : 2         | Monagas SC                        | 1 de septiembre | Universidad Santa María           | 16:00           |       |
| Estudiantes de Caracas | 0 : 2         | Deportivo La Guaira               | 1 de septiembre | Complejo Deportivo "La Guacamaya" | 1 de septiembre | 15:30 |

| Estudiantes de Caracas | 4 : 3 | Lala FC            | Complejo Deportivo "La Guacamaya" | 8 de septiembre  | 15:30 |
| Deportivo La Guaira    | 0 : 0 | Atlético Venezuela | Complejo Deportivo "La Guacamaya" | 11 de septiembre | 16:00 |
| Caracas FC             | 2 : 4 | Metropolitanos FC  | Cocodrilos Sport Park             | 21 de mayo       | 15:30 |

Segunda Vuelta
| Metropolitanos FC      | 1 : 1 | Deportivo La Guaira | Universidad Santa María           | 14 de septiembre | 13:00 |
| Estudiantes de Caracas | 0 : 3 | Monagas SC          | Complejo Deportivo "La Guacamaya" | 14 de septiembre | 15:30 |
| Lala FC                | 1 : 3 | Caracas FC          | Polideportivo el Gallo            | 5 de junio       | 15:30 |

| Atlético Venezuela | 1 : 1 | Monagas SC             | Complejo Deportivo "La Guacamaya" | 1 de junio | 15:30 |
| Lala FC            | 1 : 4 | Metropolitanos FC      | Polideportivo El Gallo            | 1 de junio | 15:30 |
| Caracas FC         | 3 : 1 | Estudiantes de Caracas | Cocodrilos Sport Park             | 2 de junio | 16:00 |

| Atlético Venezuela  | 1 : 1 | Caracas FC             | Complejo Deportivo "La Guacamaya" | 8 de junio       | 15:30 |               |       |
| Deportivo La Guaira | 7 : 1 | Monagas SC             | Complejo Deportivo "La Guacamaya" | 8 de junio       | 15:30 | 11 de octubre | 15:30 |
| Metropolitanos FC   | 1 : 2 | Estudiantes de Caracas | Complejo Deportivo "La Guacamaya" | 29 de septiembre | 13:00 | 11 de octubre | 15:30 |

| Caracas FC        | 1 : 0 | Deportivo La Guaira | Cocodrilos Sport Park   | 2 de octubre | 15:30 |
| Metropolitanos FC | 0 : 1 | Atlético Venezuela  | Universidad Santa María | 2 de octubre | 15:30 |
| Lala FC           | 1 : 1 | Monagas SC          | Polideportivo El Gallo  | 2 de octubre | 15:30 |

| Caracas FC             | 4 : 1 | Monagas SC         | Cocodrilos Sport Park             | 16 de junio | 13:00 |              |       |              |       |
| Deportivo La Guaira    | 4 : 1 | Lala FC            | Complejo Deportivo "La Guacamaya" | 16 de junio | 13:00 | 6 de octubre | 13:00 |              |       |
| Estudiantes de Caracas | 3 : 4 | Atlético Venezuela | Complejo Deportivo "La Guacamaya" | 16 de junio | 13:00 | 6 de octubre | 13:00 | 7 de octubre | 13:00 |

| Monagas SC          | 1 : 1 | Metropolitanos FC      | Cancha alterna Monumental de Maturín | 19 de junio   | 15:30         |       |  |
| Deportivo La Guaira | 2 : 2 | Estudiantes de Caracas | Complejo Deportivo "La Guacamaya"    | 19 de junio   | 13 de octubre | 13:30 |  |
| Lala FC             | 0 : 2 | Atlético Venezuela     | Polideportivo El Gallo               | 13 de octubre | 13:30         |       |  |

| Lala FC            | 0 : 2 | Estudiantes de Caracas | Polideportivo El Gallo            | 19 de octubre | 15:30 |               |       |               |       |
| Atlético Venezuela | 0 : 1 | Deportivo La Guaira    | Complejo Deportivo "La Guacamaya" | 19 de octubre | 15:30 | 19 de octubre | 15:30 |               |       |
| Caracas FC         | 1 : 1 | Metropolitanos FC      | Cocodrilos Sport Park             | 19 de octubre | 15:30 | 19 de octubre | 15:30 | 19 de octubre | 16:00 |

### Grupo Centro Occidental
|   | Equipo                  | JJ | JG | JE | JP | GF | GC | DG  | PTS |
| - | ----------------------- | -- | -- | -- | -- | -- | -- | --- | --- |
| 1 | Deportivo Lara          | 09 | 8  | 1  | 0  | 15 | 03 | +12 | 25  |
| 2 | Deportivo Táchira       | 11 | 5  | 1  | 5  | 17 | 12 | +05 | 16  |
| 3 | Zamora F.C.             | 12 | 3  | 6  | 3  | 08 | 08 | 00  | 15  |
| 4 | Estudiantes de Mérida   | 04 | 1  | 1  | 2  | 02 | 07 | -05 | 04  |
| 5 | Llaneros de Guanare     | 07 | 1  | 1  | 5  | 05 | 11 | -06 | 04  |
| 6 | Academia Puerto Cabello | 00 | 0  | 0  | 0  | 00 | 00 | 00  | 00  |
| 7 | Portuguesa F.C.         | 00 | 0  | 0  | 0  | 00 | 00 | 00  | 00  |

Fuente: FVF y Soccerway
     Clasifican a la liguilla.
|  |

#### Resultados
- Los horarios corresponden a la hora local de Venezuela (UTC−04:00)

Calendario sujeto a cambios
Primera Vuelta
| Portuguesa FC  | 3:2 | Academia Puerto Cabello | José Antonio Páez         | 5 de agosto | 15:00 |             |       |
| Deportivo Lara | 2:0 | Deportivo Táchira       | Metropolitano de Cabudare | 5 de agosto | 15:00 |             |       |
| Zamora FC      | 1:0 | Llaneros EF             | Fuerte Tavacare           | 5 de agosto | 15:00 | 7 de agosto | 15:00 |

| Academia Puerto Cabello | 1:0 | Zamora FC     | Complejo Deportivo Vistamar                       | 12 de agosto | 15:00 |
| Deportivo Táchira       | 4:1 | Portuguesa FC | Cancha alterna del Poliderportivo de Pueblo Nuevo | 12 de agosto | 15:00 |
| Estudiantes de Mérida   | 4:1 | Llaneros EF   | Guillermo Soto Rosa                               | 29 de abril  | 15:00 |

| Llaneros EF             | 0:1 | Deportivo Lara        | Rafael Calles Pinto | 14 de agosto | 15:00 |
| Academia Puerto Cabello | 2:1 | Estudiantes de Mérida | CD Vista al Mar     | 14 de agosto | 15:00 |
| Zamora FC               | 0:1 | Deportivo Táchira     | Fuerte Tavacare     | 14 de agosto | 15:00 |

| Academia Puerto Cabello | 1:1 | Deportivo Lara        | CD Vista Mar                                  | 21 de agosto | 15:00 |
| Llaneros FC             | 4:2 | Portuguesa FC         | Rafael Calles Pinto                           | 21 de agosto | 15:00 |
| Deportivo Táchira       | 4:0 | Estudiantes de Mérida | Cancha Alterna del Polideportivo Pueblo Nuevo | 21 de agosto | 15:00 |

| Estudiantes de Mérida   | 1:1 | Zamora FC      | Farid Richa       | 26 de agosto | 13:00 |       |
| Portuguesa FC           | 1:2 | Deportivo Lara | José Antonio Páez | 26 de agosto | 13:00 | 15:00 |
| Academia Puerto Cabello | 0:0 | Llaneros EF    | La Bombonerita    | 28 de agosto | 13:00 | 15:00 |

| Portuguesa FC | 0:0 | Estudiantes de Mérida | José Antonio Páez   | 15 de mayo | 15:00 |              |       |                 |       |
| Llaneros EF   | 0:1 | Deportivo Táchira     | Rafael Calles Pinto | 15 de mayo | 15:00 | 31 de agosto | 15:00 |                 |       |
| Zamora FC     | 1:1 | Deportivo Lara        | Fuerte Tavacare     | 15 de mayo | 15:00 | 31 de agosto | 15:00 | 1 de septiembre | 15:00 |

| Zamora FC         | 1:1 | Portuguesa FC           | Fuerte Tavacare                               | rowspan=2        | 5 de septiembre | 15:00 |
| Deportivo Táchira | 1:2 | Academia Puerto Cabello | Cancha Alterna del Polideportivo Pueblo Nuevo |                  |                 | 15:00 |
| Deportivo Lara    | 2:0 | Estudiantes de Mérida   | Farid Richa                                   | 12 de septiembre |                 | 15:00 |

Segunda Vuelta
| Academia Puerto Cabello | 0:3 | Portuguesa FC  | José Antonio Páez                                 | 14 de septiembre | 15:00 |                  |       |
| Deportivo Táchira       | 0:1 | Deportivo Lara | Cancha Alterna del Poliderportivo de Pueblo Nuevo | 14 de septiembre | 15:00 | 16 de septiembre | 15:00 |
| Llaneros EF             | 0:1 | Zamora FC      | Rafael Calles Pinto                               | 16 de septiembre | 15:00 | 15:00            | 15:00 |

| Zamora FC             | 0:0 | Academia Puerto Cabello | Fuerte Tavacare     | 20 de septiembre | 15:00 |                  |       |                  |       |
| Portuguesa FC         | 3:1 | Deportivo Táchira       | José Antonio Páez   | 20 de septiembre | 15:00 | 22 de septiembre | 15:00 |                  |       |
| Estudiantes de Mérida | 4:1 | Llaneros EF             | Guillermo Soto Rosa | 20 de septiembre | 15:00 | 22 de septiembre | 15:00 | 23 de septiembre | 15:00 |

| Llaneros EF             |     | Deportivo Lara        | Rafael Calle Pinto                            |                  | 15:00 |       |                  |       |
| Academia Puerto Cabello | 0:0 | Estudiantes de Mérida | Complejo Deportivo Vistamar                   | 28 de septiembre | 15:00 | 16:00 |                  |       |
| Deportivo Táchira       | 0:0 | Zamora FC             | Cancha Alterna del Polideportivo Pueblo Nuevo | 28 de septiembre | 15:00 | 16:00 | 30 de septiembre | 16:00 |

| Academia Puerto Cabello | 1:0 | Deportivo Lara    | Complejo Deportivo Vistamar | 2 de octubre | 15:00 |              |       |
| Portuguesa FC           | 3:2 | Llaneros FC       | José Antonio Páez           | 2 de octubre | 15:00 |              |       |
| Estudiantes de Mérida   | 1:0 | Deportivo Táchira | Guillermo Soto Rosa         | 2 de octubre | 15:00 | 3 de octubre | 13:00 |

| Deportivo Lara | 2:1 | Portuguesa FC                               | Farid Richa     | 5 de octubre | 15:00 |              |       |       |
| Zamora FC      | 1:1 | Estudiantes de Mérida                       | Fuerte Tavacare | 5 de octubre | 15:00 | 7 de octubre | 15:00 |       |
| Llaneros EF    | 2:3 | Academia Puerto Cabello Rafael Calles Pinto | 7 de octubre    | 5 de octubre | 15:00 | 7 de octubre | 15:00 | 15:00 |

| Deportivo Táchira | 4:0 | Llaneros EF           | Cancha alterna del Polideportivo de Pueblo Nuevo | 12 de octubre | 15:00 |               |       |               |       |
| Deportivo Lara    | 0:1 | Zamora FC             | Farid Richa                                      | 12 de octubre | 15:00 | 12 de octubre | 16:30 |               |       |
| Portuguesa FC     | 5:1 | Estudiantes de Mérida | José Antonio Páez                                | 12 de octubre | 15:00 | 12 de octubre | 16:30 | 13 de octubre | 15:00 |

| Estudiantes de Mérida   | 1:1 | Deportivo Lara    | Guillermo Soto Rosa         | 19 de octubre | 15:00 |
| Portuguesa FC           | 1:1 | Zamora FC         | José Antonio Páez           | 19 de octubre | 15:00 |
| Academia Puerto Cabello | 2:1 | Deportivo Táchira | Complejo Deportivo Vistamar | 19 de octubre | 15:00 |

## Estadísticas

### Goleadores
| 1                                                                                         | Bandera de ? |  | 0 | 0 | 0 | 0 | 0 | 0 |
| 2                                                                                         | Bandera de ? |  | 0 | 0 | 0 | 0 | 0 | 0 |
| 3                                                                                         | Bandera de ? |  | 0 | 0 | 0 | 0 | 0 | 0 |
| 3                                                                                         | Bandera de ? |  | 0 | 0 | 0 | 0 | 0 | 0 |
| 3                                                                                         | Bandera de ? |  | 0 | 0 | 0 | 0 | 0 | 0 |
| 3                                                                                         | Bandera de ? |  | 0 | 0 | 0 | 0 | 0 | 0 |
| 7                                                                                         | Bandera de ? |  | 0 | 0 | 0 | 0 | 0 | 0 |
| 7                                                                                         | Bandera de ? |  | 0 | 0 | 0 | 0 | 0 | 0 |
| 8                                                                                         | Bandera de ? |  | 0 | 0 | 0 | 0 | 0 | 0 |
| 8                                                                                         | Bandera de ? |  | 0 | 0 | 0 | 0 | 0 | 0 |
| 8                                                                                         | Bandera de ? |  | 0 | 0 | 0 | 0 | 0 | 0 |
| 11                                                                                        | Bandera de ? |  | 0 | 0 | 0 | 0 | 0 | 0 |
| 11                                                                                        | Bandera de ? |  | 0 | 0 | 0 | 0 | 0 | 0 |
| 11                                                                                        | Bandera de ? |  | 0 | 0 | 0 | 0 | 0 | 0 |
| 11                                                                                        | Bandera de ? |  | 0 | 0 | 0 | 0 | 0 | 0 |
| Última actualización: 5 de julio de 2019. Fuente: Liga Futve - Mis Marcadores - soccerway |              |  |   |   |   |   |   |   |

### Asistencias
| 1                                                            | Bandera de ? |  | 0 | 00 | 0.00 |
| 2                                                            | Bandera de ? |  | 0 | 00 | 0.00 |
| 3                                                            | Bandera de ? |  | 0 | 00 | 0.00 |
| 3                                                            | Bandera de ? |  | 0 | 00 | 0.00 |
| 5                                                            | Bandera de ? |  | 0 | 00 | 0.00 |
| 5                                                            | Bandera de ? |  | 0 | 00 | 0.00 |
| 5                                                            | Bandera de ? |  | 0 | 00 | 0.00 |
| 5                                                            | Bandera de ? |  | 0 | 00 | 0.00 |
| 5                                                            | Bandera de ? |  | 0 | 00 | 0.00 |
| 5                                                            | Bandera de ? |  | 0 | 00 | 0.00 |
| 5                                                            | Bandera de ? |  | 0 | 00 | 0.00 |
| 5                                                            | Bandera de ? |  | 0 | 00 | 0.00 |
| Última actualización: 5 de julio de 2019. Fuente: Liga FutVe |              |  |   |    |      |